# Lawrence M. Principe
Lawrence M. Principe (né le 16 mai 1962) est un historien de la science américain.
Il est le premier à avoir reçu le prix Francis-Bacon de l'Institut de technologie de Californie.